# Georg Berna

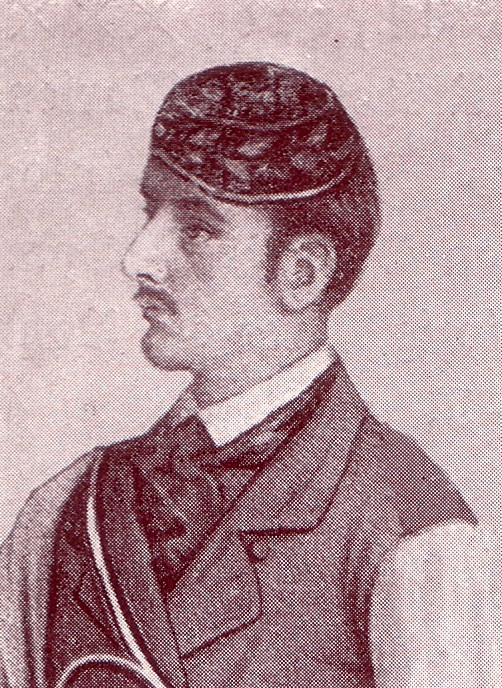
Georg Berna als Bonner Preuße, um 1856

Georg von Berna (* 30. Juni 1836 in Frankfurt am Main; † 18. Oktober 1865 in Büdesheim) war ein hessischer Rentier und Rittergutbesitzer sowie Finanzier und Teilnehmer einer Forschungsreise.

## Familie
Georg Friedrich David Anton Berna entstammt einer Frankfurter Kaufmannsfamilie. Sein Vater war der Seidenhändler Johann Anton Berna (1813–1836), seine Mutter Maria Aloysia Claudine Sophie geb. von Guaita (1815–1859) Tochter des Frankfurter Bürgermeisters Georg Friedrich von Guaita (1772–1851) und dessen Gattin Magdalene geb. Brentano (1788–1861). Sein Großvater war der italienischstämmige (aus Pratto Valle Maggia im Tessin) Frankfurter Kaufmann David (Anton) Berna di Pratto († 1835), der gemeinsam mit seinem Bruder Johann Anton († 1819) in Frankfurt, Mainz und Lyon Seidenwarenhandlungen betrieb. Georg Bernas Vater starb knapp eine Woche nach seiner Geburt. Da sein Großvater bereits 1835 gestorben war, erbte Georg Berna das beträchtliche Familienvermögen. Seine Mutter heiratete 1840 ihren Vetter Ludwig (Louis) Brentano (1811–1895).

## Leben und Wirken
Georg Berna studierte Rechtswissenschaften in Bonn und wurde dort 1855 Mitglied des Corps Borussia. Er schloss das Studium mit der Promotion zum Dr. jur. ab. Danach war er k.u.k. österreichischer Generalkonsul für das Großherzogtum Hessen, Mitglied und später zweiter Direktor des Landwirthschaftlichen Bezirksvereins zu Vilbel, und Vize-Präsident des Mittelrheinischen Pferdezucht-Vereins.
Am 14. Februar 1860 erwarb er das herrschaftliche Anwesen der Freiherren von Edelsheim in Büdesheim und gestaltete die bereits fortschrittliche Gutswirtschaft unter Aufwendung seines Vermögens zu einem für die Wetterau vorbildlichen Gutsbetrieb um.
Von Mai bis Oktober 1861 unternahm Berna eine privat finanzierte „Nordland-Fahrt“ zum Studium von Geologie, Vulkanismus, Flora und Fauna. Sie führte von Hamburg entlang der Norwegischen Küste zum Nordkap, nach Jan Mayen und Island und über Schottland zurück nach Hamburg. Wissenschaftlicher Leiter war der Genfer Geologie-Professor Carl Vogt, der 1863 den Reisebericht „Nord-Fahrt, entlang der Norwegischen Küste, nach dem Nordkap, den Inseln Jan Mayen und Island...“ in Frankfurt am Main publizierte. Weitere Teilnehmer waren der Frankfurter Maler Heinrich Hasselhorst, der Geologe Dr. Armand Gressly und der Arzt Alexander Herzen jr. (1839–1906). Die gesammelten Pflanzen von dieser Reise befinden sich im Herbarium Senckenbergianum (FR) des Senckenberg-Museums in Frankfurt.
Berna starb nur neunundzwanzigjährig an Diphtherie auf seinem Gut in Büdesheim.

## Familie
Berna heiratete am 14. Juni 1864 Anna Maria Christ (* 18. April 1846 in New York; † 30. Dezember 1915 in Büdesheim), eine Tochter des New Yorker Kaufmanns Georg Christ aus dessen Ehe mit Henrietta Cordelia geb. Mortimer.
15 Jahre nach Bernas Tod verlobte sie sich in Siena mit dem Grafen Waldemar von Oriola (1854–1910), den sie am 18. Dezember 1880 in Nürnberg heiratete und mit dem sie dann auf Schloss Büdesheim lebte. 
1880 beauftragte sie Arnold Böcklin mit einem Bild zum Träumen und regte ihn damit zur zweiten Version seines später äußerst bekannten Gemäldes Die Toteninsel an.